# Virus de la grippe A (H7N9)
Espèce
Classification phylogénétique
- Espèce : virus de la grippe A
  - sous-type H1N1
  - sous-type H1N2
  - sous-type H2N2
  - sous-type H2N3
  - sous-type H3N1
  - sous-type H3N2
  - sous-type H3N8
  - sous-type H5N1
  - sous-type H5N2
  - sous-type H5N3
  - sous-type H5N6
  - sous-type H5N8
  - sous-type H5N9
  - sous-type H6N1
  - sous-type H6N2
  - sous-type H7N1
  - sous-type H7N2
  - sous-type H7N3
  - sous-type H7N4
  - sous-type H7N7
  - sous-type H7N9
  - sous-type H9N2
  - sous-type H10N7

Le sous-type H7N9 du virus de la grippe A circule normalement entre oiseaux en infectant occasionnellement les humains. Comme tous les virus de la grippe A, il s'agit d'un virus à ARN monocaténaire de polarité négative à génome segmenté (8 segments) qui appartient au genre Alphainfluenzavirus de la famille des Orthomyxoviridae.
D'abord détecté chez deux personnes à Shanghai et une dans la province de l'Anhui au mois de mars 2013, il a causé quarante-cinq décès confirmés en six mois (selon l'OMS au 13 août 2013). Entre le 9 août 2013 et fin février 2014, 375 cas étaient confirmés et signalés à l'OMS (dont 115 décès) 367 cas signalés par la Chine, deux par le CDC de Taipei CDC), 5 par Hong Kong et un cas détecté en Malaisie chez un voyageur chinois.
Temporellement, une première vague (133 cas) a eu lieu de février à mai 2013 ; suivie de 2 cas en juillet et août; et une seconde vague a démarré en octobre 2013 (240 à ce jour).
Les enfants, adolescents et jeunes adultes sont les moins touchés mais l'âge moyen a diminué à la seconde vague (53 ans contre 58 ans) et les hommes sont légèrement plus touchés (67 %).
Lors de ces deux vagues environ 22 % des patients sont morts. Hormis chez les enfants le tableau clinique est presque toujours grave.
Officiellement, l'état d'épidémie n'est pas proclamé, mais l'épidémiosurveillance considère le H7N9 avec attention puis l'assimile, à fin avril 2013, à la phase 3 de la typologie établie par l'OMS.

## Pathogénicité
La virulence de ce sous-type est faible chez l'oiseau, mais élevée (et croissante) chez l'Homme, il tue en quinze jours, et au début dans un peu plus d'un cas sur cinq, puis il semble être devenu plus pathogène encore.
Le 24 avril 2013 (lire chronologie), l'OMS observe que le taux de morbidité du H7N9 dépasse celui du H5N1 ; on sait cependant peu de choses sur ce tout nouveau virus d'origine aviaire et ses éventuelles capacités de propagation et recombinaison via les migrations d'oiseaux, de manière identique ou non aux vagues de recombinaisons observées pour la grippe de 1968.
L'innocuité apparente de ce sous-type pour les oiseaux (pas de symptôme observable jusqu'à présent) complexifie l'établissement d'une cartographie de la circulation et d'un éventuel déploiement du virus dans les années à venir, là où les cadavres d'oiseaux victimes du H5N1 en étaient un marqueur.
Selon les autorités chinoise (début août 2013), la plupart des patients ont en outre des séquelles comme : Une gêne respiratoire très présente, d'occasionnels encombrements des bronches et quelques insuffisances rénales.
Le virus semble avoir été ralenti et endigué après juin 2013 selon l'OMS sans pour autant disparaître (le 7 août 2013 la première transmission interhumaine a été confirmée par des chercheurs chinois qui estiment que le virus H7N9 est alors en train de muter).
Selon le bilan publié le 16 janvier 2017 : sur 918 cas humains confirmés en laboratoire, 359 malades sont morts.
Au 1er juin 2021, ce bilan est 1 668 cas dont 616 mortels selon l’Organisation des Nations unies pour l’alimentation et l’agriculture .

## Apparition et évolution

### Cas aviaires dans le Minnesota en 1988
Le virus H7N9 a été identifié pour la première fois en 1988 sur des dindes de l'État du Minnesota, comme indiqué par le Hartwell Center for Bioinformatics & Biotechnology ; il s'est alors propagé à la volaille domestique commerciale et à des oiseaux migrateurs sauvages.
Il n'a par la suite infecté des humains qu'en Chine.
Le virologue Ron Fouchier a indiqué à CNN que ce virus n'est pas semblable à la plupart des virus de la grippe aviaire car il « n'a pas à s'adapter significativement pour contaminer les gens, ce qui est le cas pour les autres » sous-types de grippe A.

### Cas humains à Shanghai en 2013

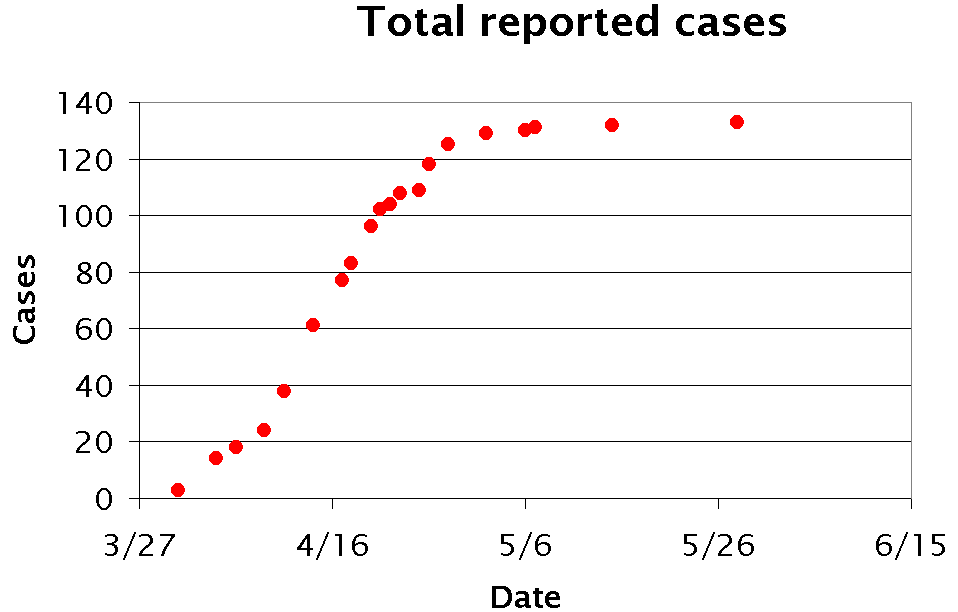
Graphe représentant l'évolution du nombre de cas officiel depuis l'annonce par les autorités chinoises de l'existence du virus.

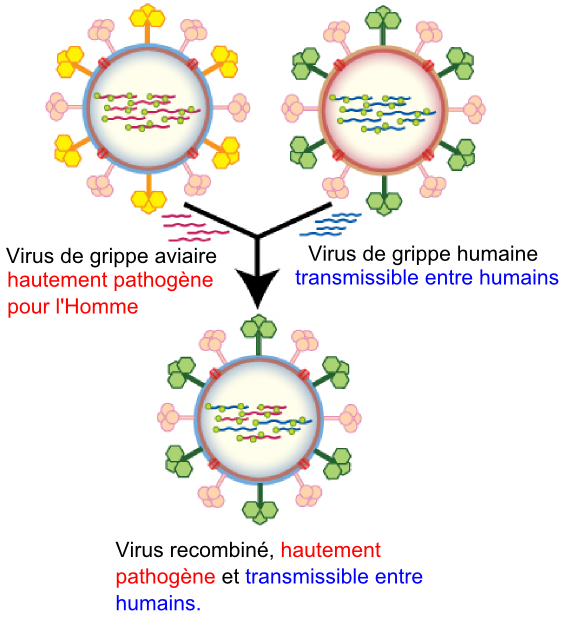
Réassortiment du virus de la grippe.

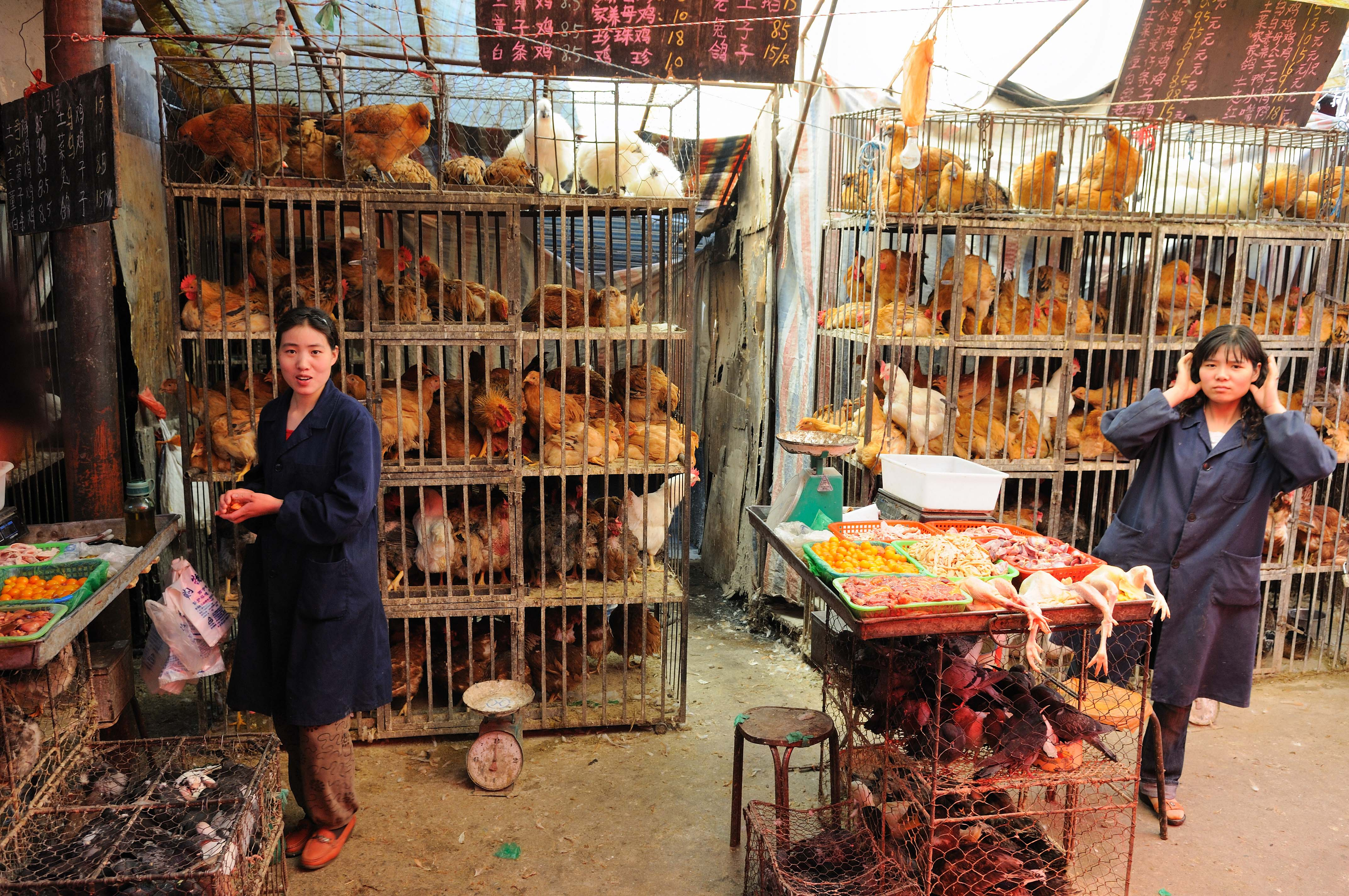
Marché de volailles traditionnel à Xining, dans la province du Qinghai (photo prise en 2008).

- Le 31 mars 2013, la Commission au planning familial et à la santé nationale publie un communiqué faisant état des 3 premiers cas avérés à Shanghai. Ils orientent les autorités de Santé autour d'un marché de volailles traditionnelles situé dans le quartier de centre-ville de Mǐnháng. La typologie de l'OMS atteignant la phase 2, rendre l'information publique est de rigueur[10].

- Le 2 avril, le décès d'un vieil homme de 87 ans (première victime), qui a eu lieu le 4 mars, est corrélé avec celui d'un boucher de 27 ans mort le 10 mars (deuxième victime).

- Le 3 avril, un troisième patient, un cuisinier de 38 ans, succombe. Le taux de mortalité est donc de 3[11], pour 9 cas identifiés[12]. Les autorités conseillent de nettoyer attentivement, puis de cuire à 70 °C les œufs et les poulets avant consommation, pour éviter toute transmission de l'animal à l'homme. Les provinces concernées par l'épidémie sont celles de Shanghai, de Anhui et de Zhèjiāng 浙江 [13].

- Le 4 avril, le nombre de cas identifiés atteint 14, dont 5 victimes décédées. Le dixième patient reconnu a 64 ans et vit à Huzhou 湖州市 [14] Les deux nouveaux décès sont alors un homme de 48 ans[15] et une femme de 52 ans, tous deux de Shanghai[16]. L'OMS et ses partenaires locaux travaillent sur la caractérisation du virus dans le but d'identifier des souches candidates pour la conception d'un vaccin[17]. Les autorités agricoles ont établi que des fientes de pigeon récupérées à proximité de marchés « traditionnels[18] » de denrées alimentaires contenaient le H7N9[19].
- Le Viêt Nam a annoncé par mesures de précaution l'interdiction d'importer toute volaille chinoise[20]. Parmi les 14 cas, une personne en contact avec l'une des victimes a développé les symptômes de grippe ; cette dépêche de l'agence Chine nouvelle a lancé la confusion dans les esprits concernant la possibilité critique d'avoir affaire à une variante se transmettant d'homme à homme.

- Le 5 avril, un fermier de 64 ans vivant à Huzhou décède, portant à 6 le nombre de morts et 16 le nombre de cas identifiés[21]. Cinq cent vingt (520) personnes ayant été en contact des malades sont placées sous surveillance par les autorités[22]. L'OMS annonce que des tests préliminaires suggèrent que le nouveau variant serait sensible à l'oseltamivir (Tamiflu)[22], mais plus tard des cas de résistance seront signalés [4].
- Les autorités chinoises ont abattu plus de 20 000 volailles au marché de Huhuai à Shanghai[21], après quoi toute la zone a été passée au désinfectant ; des mesures similaires ont été appliquées sur deux autres marchés aux volailles du district de Minhang[23].
- Les autorités publiques ont par ailleurs décidé de fermer tous les marchés vendant des volailles à Shanghai[21].
- Les aéroports des pays asiatiques limitrophes mettent en place des moyens de mesure de la température corporelle des passagers provenant de Shanghai, des agents du CDC local étant habilités à prononcer des mises en quarantaine[24].

- Le 6 avril, le nombre de personnes infectées est de 18, tandis que la mortalité se maintient à 6, selon le Ministère de la Santé chinois[25]. Nankin (chef-lieu du Jiangsu) et Hangzhou (chef-lieu du Zhejiang) ont procédé à la fermeture de leurs marchés et à l'abattage massif de leurs volailles, suivant l'exemple de Shanghai[26]. Malgré l'avis du Ministère de la Santé ne rattachant pas les faits suivants au H7N9, les annonces du décès de l'un des fils de l'octogénaire d'une pneumonie, et qu'un autre a réchappé à une maladie respiratoire, ont relancé de vives spéculations concernant la possibilité d'une transmission humaine du virus[27] ; la conurbation de Shanghai concentre à elle seule 18 millions d'habitants.

- Le 7 avril, Michael O'Leary[28], représentant de l'OMS en Chine, réaffirme dans un communiqué que bien que l'origine de l'infection ne soit pas encore établie, aucune preuve n'avère une transmission interhumaine de la variante H7N9[29].

- Le 8 avril, les autorités de l'État comptabilisent 24 personnes infectées par le H7N9, dont 7 n'ont pas survécu[30]. Soixante mille (60 000) pigeons voyageurs de la province de Zhejiang ont été vaccinés contre les variantes connues de la grippe aviaire[31] ; le vaccin employé ne traite pas la variante H7N9 puisqu'aucun n'a encore été conçu pour lors[32].

- Le 9 avril, l'État chinois rapporte 28 malades du H7N9, dans les provinces concernées de Chine de l'Est[33], car un huitième malade est mort. Découvrir le mode de transmission du HN9 devient un sujet d'études en microbiologie pour l'Académie chinoise des sciences[34] : ce sujet relève de l'écoépidémiologie rétrospective.

- Le 10 avril, le décompte des patients atteint 33. La BBC indique une mortalité atteignant 9, les deux derniers décès s'étant produits dans les provinces de Anhui et Jiangsu[28]. La surveillance du réseau Internet par l'État est étroite, puisque 10 arrestations ont eu lieu dans cinq provinces pour motif de propagation d'informations erronées dans des blogs : les individus annonçaient l'apparition du H7N9 localement, leurs « posts » étant immédiatement relayés, propageant la rumeur ; c'est le cas pour 3 arrestations à Guiyang, ville du Sud-Ouest de la Chine, ces personnes ayant parlé de H7N9 dans un marché aux poulets[35]; alors que les provinces concernées pour lors sont dans l'Est. Les annonces officielles permettent d'espérer la disponibilité d'un vaccin pour le H7N9 seulement dans sept mois[36].

- Le 13 avril 2013, alors que, jusqu'à cette date, l’infection humaine par le virus H7N9 restait officiellement circonscrite à trois provinces situées dans de l'est du pays — Zhejiang, Jiangsu et Anhui — ainsi qu'à Shanghai[37], un premier cas de transmission est évoqué à Pékin. Les autorités sanitaires sont déconcertées car les oiseaux ne présentent aucun symptôme du H7N9, alors qu'ils mouraient en grand nombre du H5N1, signalant sa propagation ; la perspective que les volatiles en deviennent des porteurs sains est très préoccupante[38]; les autorités font également part du cas d’une fillette âgée de sept ans, porteuse du virus et hospitalisée[37]. Le décompte global des infections humaines déclarées, depuis l'annonce du premier cas H7N9 il y a quelque deux semaines, s'élève désormais à 61 personnes. Parmi les cas, quatorze se sont soldés par une issue fatale[39].

- Le 15 avril 2013, l'organisation mondiale de la santé (OMS) s'attend à constater des contaminations dans de nouvelles régions, comme ce fut le cas ces derniers jours, mais ne voit pas pour le moment de signe de contamination entre humains. « C'est un facteur-clé dans cette situation », a déclaré le dimanche 14 avril 2013 Michael O'Leary, représentant de l'OMS en Chine. « À ce que l'on sait, tous les cas relèvent de contaminations individuelles, de manière sporadique et sans connexions. » Le virus H7N9 est aussi détecté sur des pigeons, dans de nouvelles provinces de Chine (a-t-on appris le 16 avril 2013 par l'OIE). Jusqu'ici les variantes H7 de la grippe aviaire n'avaient concerné que les oiseaux[40].

- Le 17 avril, 77 cas ont été identifiés, dont 16 mortels[41], répartis sur deux métropoles (Shanghai et Pékin) et 4 provinces (Henan, Zhejiang, Jiangsu, Anhui). Compte tenu du décalage horaire, Le Monde reprend ces chiffres dans son édition du 18 avril, et indique que les autorités s'attendent à une augmentation du nombre de cas dans les jours qui viennent; des médecins, experts internationaux sont en route vers Shanghai pour accélérer par leur contribution l'identification des modes de transmission du virus[42].

- Le 18 avril, les autorités chinoises portent une attention accrue aux cas de contaminations multiples rencontrées sur des membres de la même famille. Les deux frères et le père de famille [lire 6 avril], finalement tous trois décédés, tout particulièrement.
- Dans le Beijing Evening News (en), Zeng Guang, épidémiologiste en chef du (en) CDPCC a annoncé que 40 % des cas humains ayant contracté la maladie n'avaient pas eu d'exposition significative à la volaille[43].

- Le 19 avril, la Commission au planning familial et à la santé nationale énumère 87 cas, dont 17 décès, et 6 patients guéris sortis de l'hôpital[44]. Ces six rescapés souriants sont conviés à une cérémonie[45] dans un salon d'honneur de l'hôpital universitaire du Zhejiang, huit jours plus tard, ce qui illustre la volonté des autorités de dédramatiser le thème dans les relations publiques.

- Le 22 avril, le président chinois Xi Jinping exprime sa volonté de mettre en œuvre les moyens requis pour juguler la propagation du virus H7N9[46]. De fait, le ministère des finances de Chine alloue 303 millions de yuans à cette fin[47]. On peut considérer que ces déclarations procèdent d'un passage à la phase 3 dans la typologie épidémique de l'OMS.

- Le 24 avril, alors que le nombre de cas atteint 108, un homme d'affaires taïwanais revenu d'un voyage en Chine continentale constitue le premier cas extranational ayant contracté le virus[48]. Lors d'une conférence de presse à Pékin, le docteur Keiji Fukuda (en), Sous-Directeur général à l'OMS, détaille les préconisations[49] de l'équipe d'experts en écoépidémiologie rétrospective [lire 17 avril] : « Il s'agit d'un virus inhabituellement dangereux pour l'être humain ; d'après les premières observations, le taux de transmission de la volaille à l'Homme est plus important que pour le H5N1 »[6].
- Il indique également que si le virus a été diagnostiqué sur plusieurs foyers de contagion parmi des familles, la contamination de leurs divers membres a pu intervenir du fait de la volaille environnante et non d'homme à homme. Rien n'infirme donc pour lors l'assertion selon laquelle la transmission interhumaine est inexistante.

- Le 25 avril, les 111 cas identifiés positifs au H7N9 se répartissent ainsi : 44 au Zhejiang, 33 à Shanghai, 24 au Jiangsu, 4 à Anhui, 4 à Henan, un cas à Pékin et un cas au Shandong[50].

- Le 26 avril, les autorités gouvernementales de Hong Kong révèlent un décompte de 118 cas à 21 heures locales (9pm)[51]. Le virus a atteint une cinquième province, le Jiangxi, en Chine du Sud-Est ; dans sa capitale Nánchāng 南昌 , 14 personnes identifiées au contact d'un malade, un retraité de 69 ans, sont placés en quarantaine[52].

- Le 27 avril, le premier cas hors du Huadong est rapporté par la municipalité de Changsha, capitale de la province du Húnán 湖南, en Chine centrale: Guan, une habitante de 64 ans de la cité de Shaoyang, a contracté une forte fièvre quatre jours après avoir côtoyé des poulets, ce qui correspond à la période d'incubation par ailleurs constatée. Les 41 personnes identifiées à son contact, placées en quarantaine, sont bien portantes[53] : les seuls marqueurs de progression de l'infection semblent donc être les humains malades (réservoirs du virus), puisque les volatiles propagateurs (intermédiaires du virus) en sont des porteurs sains.

- Le 3 juin 2013, le virus a contaminé un petit garçon en Chine, après presque un mois d'absence de déclaration de nouveaux cas (a affirmé l'OMS le 3 juin 2013). Toutefois, le 10 juin, on apprend par les autorités chinoises qu'il ne reste plus que 14 personnes hospitalisés. À la fin du mois d'avril, malgré les mesures de quarantaine, le virus s'est propagé depuis Shanghai et affecte divers foyers dans le Huádōng 華東, densément peuplé de 390 millions de Chinois[54] (ce qui signifie, au 25 avril 2013 : deux mégapoles et six provinces administratives ; seule la province de Fujian en est préservée); cela dit, une coopération internationale dédiée à son éradication est désormais à l'œuvre. Considérées pour le moment comme potentiels vecteurs à défaut d'une ferme confirmation scientifique, les fientes de pigeons retrouvées aux abords des marchés traditionnels de volaille font l'objet de toutes les attentions.

## L'enjeu de la transmission interhumaine

Diagramme montrant sommairement les étapes menant à la création d'un vaccin contre la grippe aviaire par la génétique inverse.

Le foyer est apparu au cœur d'une mégapole majeure du pays. C'est un problème épineux pour les responsables de la Santé publique en Chine ; les hôpitaux de Shanghai ont dès l'annonce de début avril, relevé leurs niveaux d'alerte au même point qu'en 2003 pour le SRAS.
La transmission inter-humaine n'était pas certaine au début de l'épidémie. La crainte existe que le virus ne mute et se transmette d'homme à homme. Ce risque a fait l'objet de régulières dénégations, peut être pour éviter un retentissement hors de proportion, voire une panique dans ces provinces très peuplées.
Puis un rapport Chine-OMS, basé sur une évaluation de terrain, a montré qu'il avait un grand potentiel en termes de contagion interhumaine ; plus que pour tout autre virus de grippe aviaire. 
Certains échantillons du virus présentaient en outre des mutations laissant penser qu'il s'était adapté à l'homme, plus que les autres virus de la grippe aviaire. Des incertitudes persistent, dont concernant les risques liés à l'exposition aux volailles vivantes comme éventuel premier facteur de risque.
Lors de l'apparition du virus, les autorités chinoises avaient estimé que « si prochainement, le virus H7N9 venait à muter à nouveau, une pandémie imminente serait similaire à celle de 2009 » (a affirmé l'OMS en avril 2013). 
Cela dit, la transmission interhumaine de la grippe A ne concerne que les sous-types H1, H2, ou H3. Le CDC indique par contre que l'état de pandémie se définit par une transmission non contrôlée de personne à personne, ce qui n'est pas le cas ici. Même si les autorités appliquent des mesures de contention drastiques sur les foyers d'apparition, « l'étendue du virus est extrêmement difficile à stopper. En plus de cela, il a une incroyable facilité à s'adapter et à se propager » (a récemment affirmé l'OMS).
Le cycle de conception de l'industrie pharmaceutique ne permet d'en concevoir un vaccin que pour le mois de novembre 2013. Le vaccin mettrait plus de temps à être mis au point si le virus subissait une mutation ; c'est-à-dire une mutation permettant au virus de se transmettre d'homme à homme, cette recombinaison représenterait le cas le plus critique : Debora MacKenzie du New Scientist laisse entendre que le H7N9 serait à deux recombinaisons près du passage à l'échelle d'une pandémie.

### Une première transmission du H7N9 d'homme à homme?
Elle semble avoir eu lieu en 2013, selon une étude publiée le 7 août 2013 dans le British Medical Journal. Au même moment, un article de Nature, conclut que la persistance des virus de type A(H7) chez les volailles en Chine pourrait faciliter la survenue et diffusion de mutations hautement pathogènes et à de nouvelles infections humaines.

## Prise en charge par les autorités

### Mesures de Santé publique
À compter du 31 mars 2013, le CHP (en) de Hong Kong a commencé à relayer l'information aux médias internationaux.

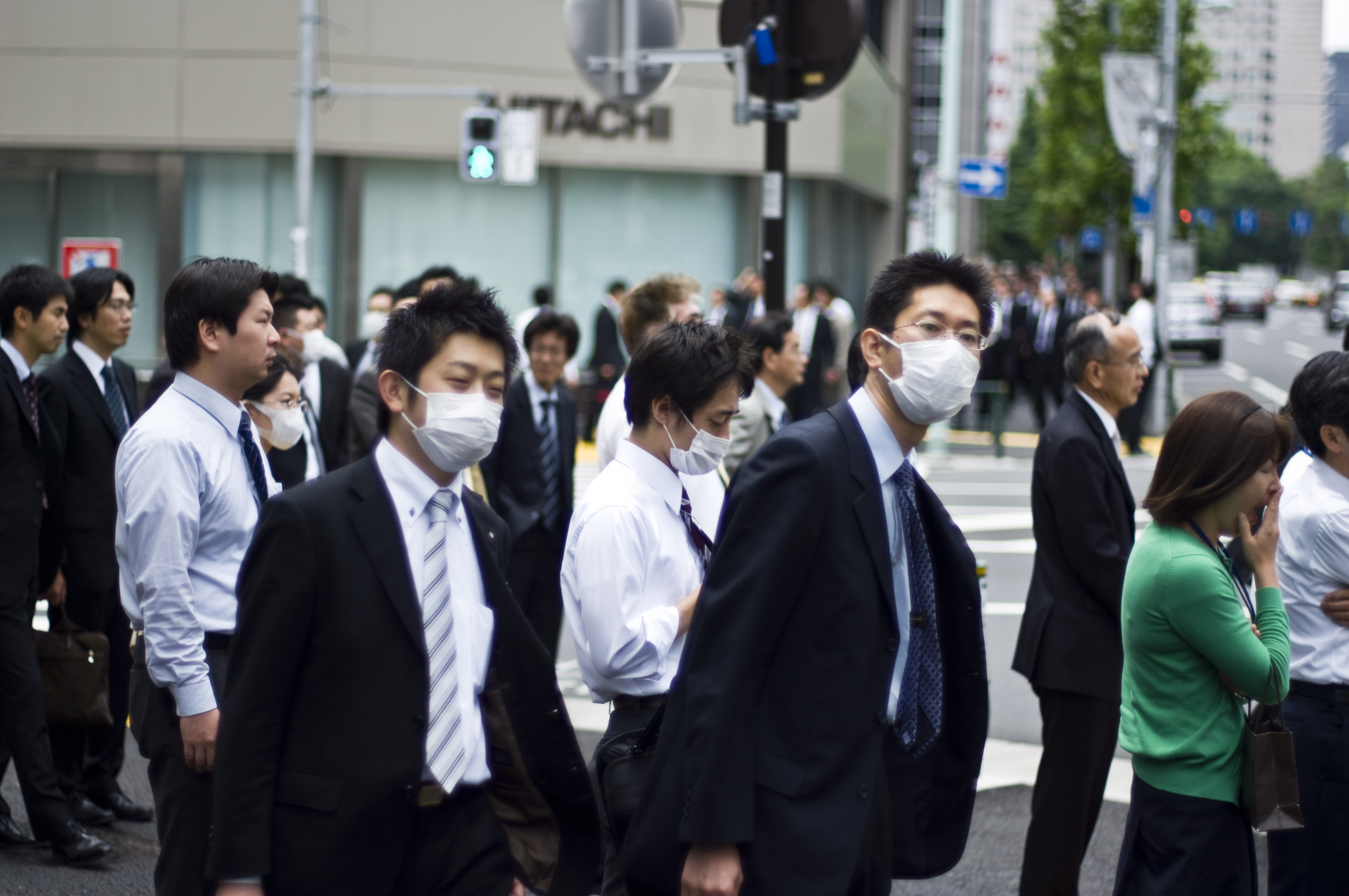
L'épidémie d'H1N1 en 2009 au japon

L’État chinois a indiqué son engagement à partager l'information concernant le virus H7N9, par le biais de son agence de presse officielle Xinhua ; par le passé, il a en effet fait l'objet d'accusations de couvrir de secret la gestion des crises sanitaires. Le 4 avril 2013, la commission nationale de la santé et de la planification familiale a communiqué la mise en place d'un système de reporting valant pour toutes ses antennes locales.
Identiquement, le portail du Gouvernement de Hong Kong met à disposition une page continuellement mise à jour concernant la prévention de la grippe aviaire, en liaison avec celle du CHP, son agence responsable de la Santé publique.
Le CDC a commencé le séquençage protocolaire de la variante virale H7N9 le 4 avril 2013, aux fins de conception d'un vaccin ultérieur. L'État de Singapour met en place le 6 avril 2013 une vigilance sanitaire pour les voyageurs provenant des quatre provinces chinoises concernées par le H7N9 : Shanghai, Anhui, Jiangsu et Zhejiang. Si des personnes une fois entrées à Singapour en développent les symptômes, les médecins exigeront leur historique de trajet.
Le 7 avril 2013, comme l'indique le site du Ministère des affaires étrangères français, le Ministère de l'agriculture chinois a dévoilé un plan de surveillance du virus H7N9 des animaux : fermeture des marchés de volailles des provinces touchées, contrôle des élevages, analyse des cadavres trouvés et vaccination préventive des volatiles.
La Chine populaire a remis le 18 avril aux autorités du CDC de son opposant géopolitique Taïwan une souche du virus H7N9 afin de partager et accélérer les résultats de recherche microbiologique.

### Prises de position de l'OMS
- 24 avril 2013 : (en) Déclaration liminaire en conférence de presse à Pékin du docteur Keiji Fukuda (en), Sous-Directeur général à l'OMS[72], chargé de la Sécurité sanitaire et environnement.

- En juin 2013 après la confirmation de 132 cas humains et d’une possible transmission plus importante d’homme à homme, l’OMS publie un rapport d’évaluation des risques concernant le virus H7N9[73].
- Si mi 2013 toutes les personnes infectées par le H7N9 vivent en Chine ou à Taipei, et si toutes semblent avoir été contaminées par des oiseaux (volailles dans presque tous les cas) ou un environnement contaminé, les experts restent inquiets, en raison de la rapidité avec laquelle le virus, à la suite de glissements génétiques, s’adapte aux mammifères et augmente ses possibilités de transmission d’homme à homme.
- Si ce virus est particulièrement agressif et virulent chez l’homme, il est quasiment indétectable chez les oiseaux porteurs (presque asymptomatique). En cas d’infection humaine il est donc particulièrement difficile de connaître les circonstances de la contamination (par des oiseaux ou par transmission inter-humaine) [73].
- En effet, depuis peu, les spécialistes des maladies infectieuses ont confirmé la possible mutation du virus et son éventuelle aptitude à passer d’un homme à un autre[73]. Le risque d’épidémie est jugé en 2013 peu probable (car à cette date les transmissions à l’homme et interhumaine se font mal) mais 4 cas de clusters de malade indiquent une transmission interhumaine possible en cas de contact étroit, et l’OMS précise que l’on ne sait pas encore s’il existe d’autres réservoirs du virus tels que des animaux domestiques ou sauvages, dont mammifères[73]. éventuellement ; « des variations de séquence entre les gènes des isolats suggèrent que le virus H7N9 a été introduit à partir d'animaux chez des humains plus d'une fois »
- ; De plus, ajoute l’OMS« les changements génétiques observés chez ces virus suggèrent que l'adaptation aux mammifères est préoccupante, et qu’une poursuite de cette adaptation peut se produire »[73]. Des travaux récents publiés dans la revue Science ont montré que le virus passe d’un furet à un autre par contact direct[74].
- Et des variants du virus se montrent résistant aux antiviraux (inhibiteurs de la neuraminidase dont le Tamiflu)[75].
- Tous résisteraient à l'amantadine et à la rimantadine. En 2013, l’OMS souhaite maintenir la vigilance concernant le virus aviaire H7N9 et encourage la recherche autour des candidats-vaccins[73].

### Conséquences économiques
Source de protéines issue de la consommation traditionnelle en Asie, la viande de volaille est directement affectée depuis l'avènement de cette crise sanitaire. Dans les marchés aux volailles du Sud de la Chine, quoique le virus en soit absent, les prix ont chuté jusqu'à 60 % sur le premier mois.
Le magazine Forbes parle d'une perte de 17 milliards de yuans, indiquée par les médias chinois, concernant l'industrie de la volaille. La population ne tient pas compte des injonctions garantissant l'innocuité de consommer du poulet, une fois cuit.
Pour prévenir l'apparition du virus sur son sol, la Malaisie a décrété l'interdiction de l'importation des volailles chinoises le 26 avril 2013. Économiquement, ceci représente annuellement 20 000 mètres cubes de viande congelée, importés depuis deux usines de conditionnement géantes localisées à Shandong. Le Viêt Nam a pris la même mesure que la Malaisie concernant ses importations.

## Structure et séquençage

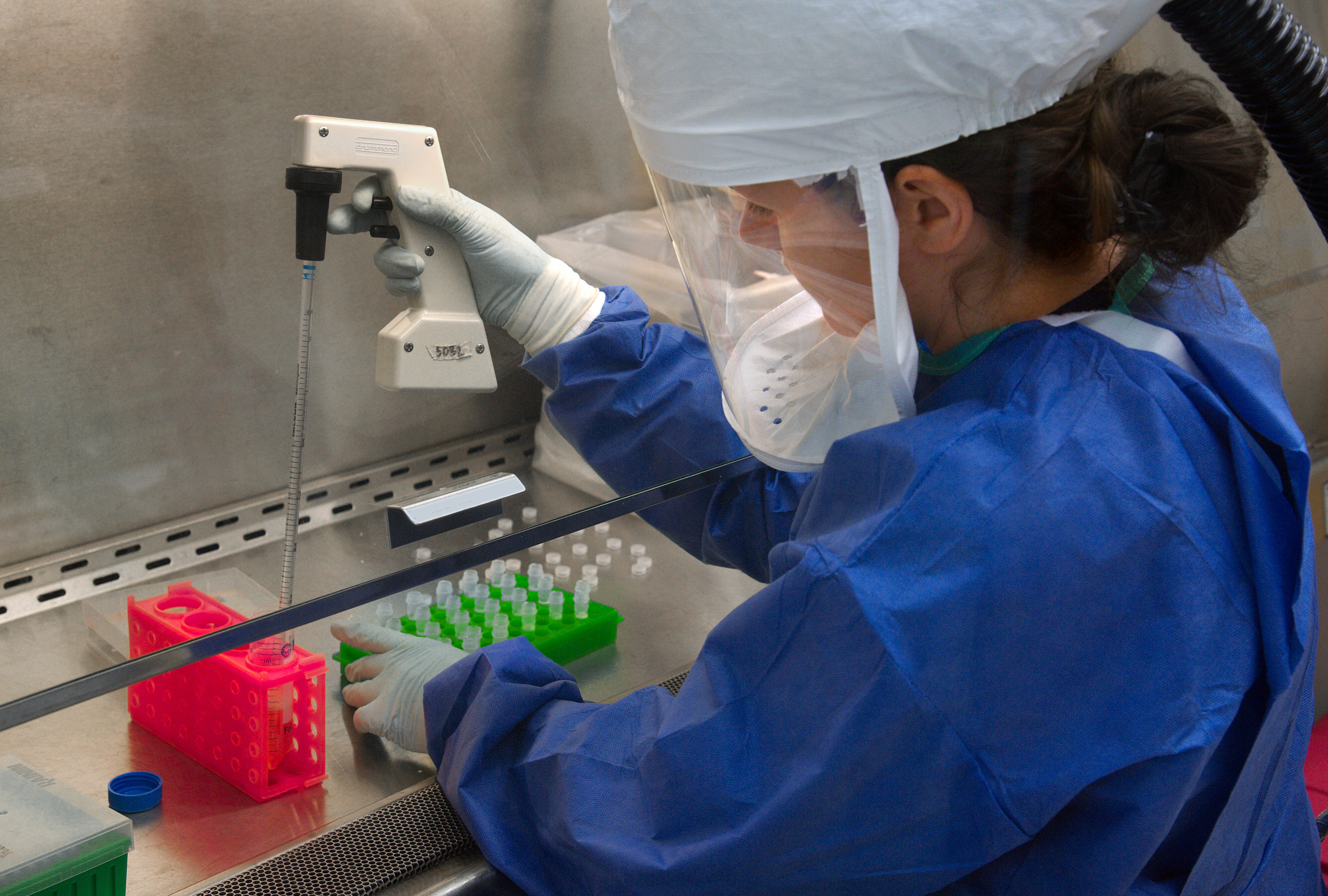
Personnel du CDC à l'œuvre sur le H7N9.

### Antigènes de surface
Le nom H7N9 fait référence à deux sous-types d’antigènes présents à la surface du virus :
- l’hémagglutinine de type 7 ;
- la neuraminidase de type 9.

### Séquençage ARN
Les premiers résultats (partiels) de recherche laissent apparaître six gènes communs entre le H7N9 et le H9N2, autre virus de la famille des orthomyxoviridae, officiellement disparu dans la province méridionale de Guangdong à la fin de l'année 2008.
L'agence fédérale américaine du CDC a émis à mi-avril des appels d'offres privés aux conglomérats biopharmaceutiques (incluant Novartis) sur la base du séquençage génétique remis au GISAID. Il doit être manipulé en laboratoire en tant que pathogène de classe BSL 3.
Pour plus d'informations concernant l'état des recherches, consulter la bibliographie en pied d'article.

## Incubation
La période d'incubation du virus oscille entre 2 et 8 jours avec une moyenne de 5 jours, l'OMS recommande de considérer une période de 7 jours pour l'enquête épidémiologique concernant les contacts du patient avec d'autres personnes.

## Symptômes
Les symptômes initiaux sont

Rappel graphique des symptômes courants de la grippe.

- une forte fièvre, (plus de 38 °C en général) ;
- symptômes pseudo-grippaux (toux ou maux de gorge) ;
- diarrhée, vomissements, douleurs abdominales ;
- douleurs thoraciques ;
- et parfois saignements du nez et des gencives (premiers symptômes chez certains patients).

Une caractéristique commune à beaucoup de patients est une infection précoce des voies respiratoires inférieures (dès le début de la maladie), qui se traduit souvent par une détresse respiratoire, une voix rauque et un crépitement à l'inhalation.
Les expectorations sont parfois sanguinolentes.
Comme pour le H5N1 l'aggravation des symptômes peut conduire à une hypoxémie, un dysfonctionnement de plusieurs organes et à des surinfections bactériennes et/ou fongiques.
Au 21 avril, le nombre de cas a atteint la centaine. C'est peu pour en définir des caractéristiques communes. C'est insuffisant pour en étudier le r-nought ; l'Organisation mondiale de la santé (OMS) indique malgré cela que l'infection provoque chez l'humain une pneumonie aiguë, caractérisée par une fièvre supérieure à 39 °C, de la toux et une importante gêne respiratoire. Contrairement aux autres grippes, elle peut aussi provoquer des insuffisances rénales.

## Traitements
D'après les premiers résultats du séquençage du virus, le H7N9 devrait être sensible au traitement par les inhibiteurs de la neuraminidase que sont le Zanamivir (Relenza) et l'Oseltamivir (sous nom commercial Tamiflu); cependant, selon le journal Nature , début mai 2013, un variant résistant au tamiflu et des souches résistantes à des neuraminidase a déjà été repéré.

### Recherche
Vaccin. Le 24 avril, Nancy Cox de l'OMS-Chine a annoncé que la Chine faisait appel à la coopération internationale pour accélérer la production d'un vaccin. Il est en préparation au printemps 2013.
L'infection n'est ni létale ni même symptomatique chez la volaille. Ceci fait l'objet d'études.
Cette caractéristique rend ardue l'estimation de l'ampleur de l'épizootie comme de l'épidémie pour l'être humain,.

### Mesures de prévention

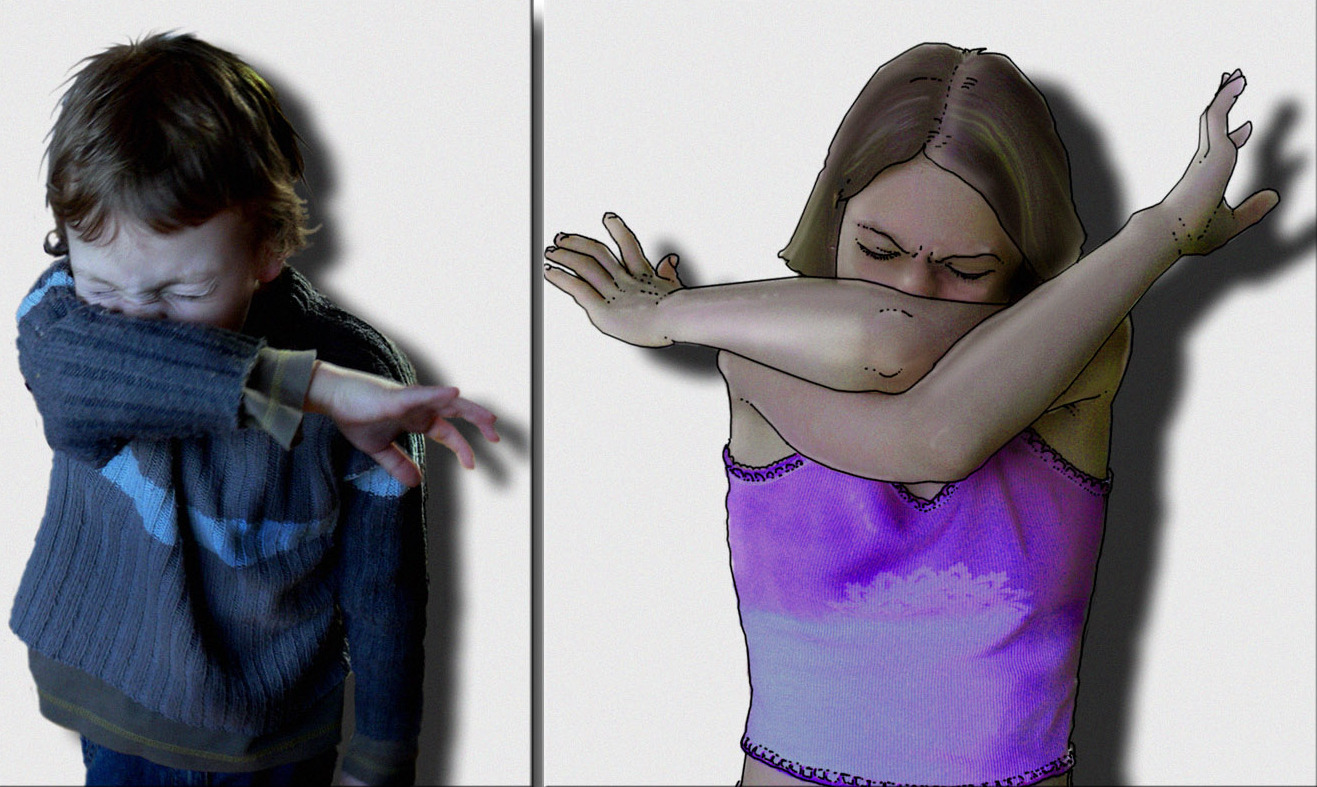
Exemple de comportement-barrière inculqué à des enfants.

Rien de spécifique n'est proposé. Les volailles sont à cuire à température de 70 °C et l'arsenal contre-grippal de rigueur : quarantaine, hygiène des mains à l'aide de savon ou d'un soluté hydro-alcoolique (hygiène régulière, et systématique en cas de contact avec la volaille ou des œufs) ; et si la transmission interhumaine est finalement confirmée après une recombinaison : isolation sociale, masques respiratoires, surveiller les éternuements par des comportements-barrière.
Le site du CHP de Hong Kong met à disposition une page générale donnant la synthèse des mesures de préventions contre toute grippe de type aviaire.

## Lien hypothétique avec la dégradation sanitaire des cours d'eau

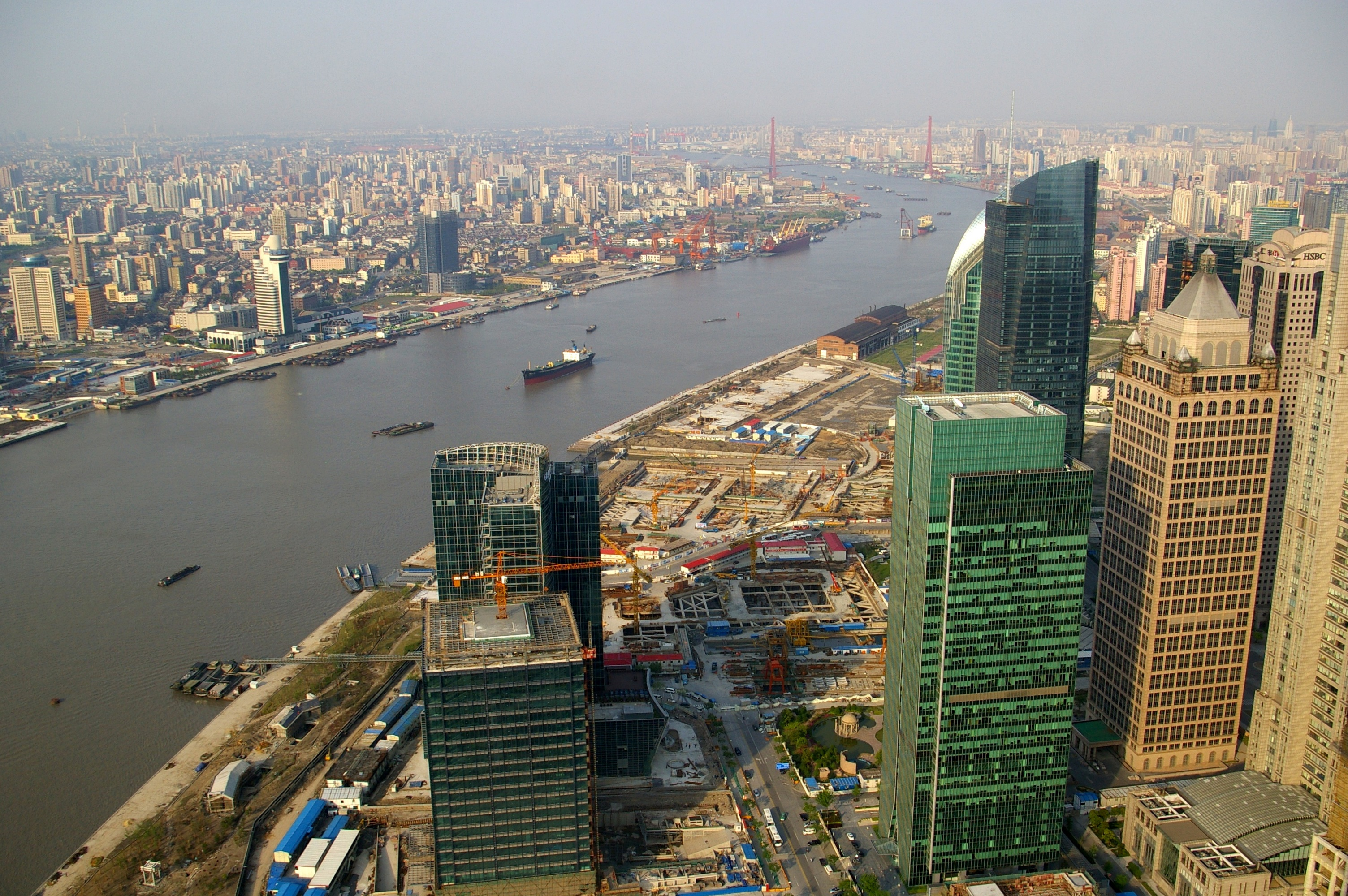
Vue sur la rivière Huangpu à Shanghai.

La concomitance de deux évènements fortement médiatiques au même endroit (en février, pollution de deux rivières en amont de Shanghai par des carcasses porcines et cadavres de canards ; en mars, surgissement d'une grippe inconnue) invite à les relier en tant que facteurs d'émergence de la grippe aviaire ; cette pensée n'est qu'une hypothèse.
La région d'origine des premiers malades est celle où, à compter de fin février, des carcasses de porc rejetées dans la rivière Huangpu (traversant Shanghai) avaient été retrouvées par milliers ; également des cadavres de canards retrouvés dans des sacs plastiques, jetés dans un affluent du district de Nanhe. La journaliste scientifique Laurie Garrett pense que ces canards et porcs trouvés morts dans les rivières ont été tués par le H7N9. Il n'existe actuellement aucune preuve scientifique pour confirmer ce lien : la qualité de l'eau en fut en cela fortement atteinte, ce qui ne réclame aucune confirmation officielle.
Selon les communiqués officiels chinois, il n'existe aucun lien. Le directeur du Bureau de contrôle vétérinaire du Sichuan, M. Shi Qian, a indiqué que des prélèvements réalisés sur 34 cadavres de ces porcs repêchés s'avéraient tous négatifs au H7N9, mais se trouvaient positifs au Porcine circovirus Type 2 (PCV-2). Le PCV-2 n'affecte que les cochons, il est sans dommage pour l'homme et les oiseaux. Il n'est mortel que pour les fœtus de cochons et les porcelets. Les 34 cadavres étaient des spécimens adultes. Cependant, la proximité des humains ayant des conditions sanitaires extrêmement dégradées est favorable à ce genre d'émergence, comme ce fut le cas au Mexique en 2009 lorsque survint la grippe porcine initialement nommée « mexicaine », où la population locale de l'État de Veracruz, touchée par les premiers cas, vivait à proximité des charniers laissés en plein air par les équarrisseurs industriels de cochons. De la sorte, deux médecins de Hong Kong, Tsang Tak Yin et So Man Kit, ont indiqué jeudi 4 avril dans le quotidien Sing Pao (en) faire un lien entre la concomitance des deux évènements ; selon eux, fréquemment les cochons font office d'« intermédiaires » entre les volatiles et les humains en ce qui concerne le réassortiment des virus grippaux.

## Risques écoépidémiologiques et épidémiologiques
Le virus ne semble pas hautement pathogène chez les oiseaux, ce qui permet à des porteurs seins de le diffuser largement. Des tests pratiqués sur des furets et porcs ont montré que H7N9 infectait ces mammifères plus facilement que le H5N1.
Selon l'OMS, la transmission interhumaine semble à ce jour très rare. En Chine continentale presque tous les cas humains H7N9 semblent lié à une exposition au virus sur des marchés aux volailles vivantes. La souche circulant en 2012-2013 résulterait d'un remaniement de plusieurs virus aviaires circulant chez des canards domestiques et des poulets. Selon le bureau de l'OMS à Pékin ; en février 2017, les échantillons analysés « ne montrent aucune évidence de changements dans les marqueurs génétiques connus de la virulence ou de l'adaptation des mammifères »
Selon Guan Yi, l'un des spécialistes de ce virus : ce H7N9 provoque une maladie grave chez les personnes mais est douce ou asymptomatique chez les volailles. Le seul exemple précédent de ce type de modèle était la souche H1N1 responsable de la pandémie de grippe de 1918 (50 à 100 millions de morts).

### Cartographies du risque
- Carte de risque d'émergence d'une nouvelle épidémie due au H7N9
- Li-Qun Fang,	Xin-Lou Li, Kun Liu, in-Jun Li,	Hong-Wu Yao, ong Liang,	Yang Yang, i-Jian Feng,	Gregory C. Gray	& Wu-Chun Cao (2013)Mapping Spread and Risk of Avian Influenza A (H7N9) in China, Scientific Reports 3, art n°2722 ; doi:10.1038/srep02722